# Givenchy-lès-la-Bassée
Pour les articles homonymes, voir Givenchy (homonymie) et Bassée (homonymie).
Givenchy-lès-la-Bassée est une commune française située dans le département du Pas-de-Calais en région Hauts-de-France. Ses habitants sont appelés les Givenchynois.
La commune fait partie de la communauté d'agglomération de Béthune-Bruay, Artois-Lys Romane qui regroupe 100 communes et compte 275 327 habitants en 2021.

## Géographie

### Localisation
Localisée dans l'est du département du Pas-de-Calais, Givenchy-lès-la-Bassée est une commune traversée par le canal d'Aire et située, à vol d'oiseau, à 8 km à l'est de la commune de Béthune (chef-lieu d'arrondissement).
Le territoire de la commune est limitrophe de ceux de trois communes.
Les communes limitrophes sont  Cuinchy, Festubert et Violaines.

### Géologie et relief
La superficie de la commune est de 3,89 km2 ; son altitude varie de 19  à   31 mètres.

### Hydrographie
Le territoire de la commune est situé dans le bassin Artois-Picardie.
Il est traversé par le canal d'Aire ou canal Dunkerque-Escaut, qui passe au nord de du territoire communal, canal navigable de 39 km dont l'origine est à Bauvin et qui se jette dans La Lys au niveau de la commune d'Aire-sur-la-Lys, et par le courant Harduin, d'une longueur de 16,1 km, qui prend sa source dans la commune et se jette dans la Lys au niveau de la commune de La Gorgue.

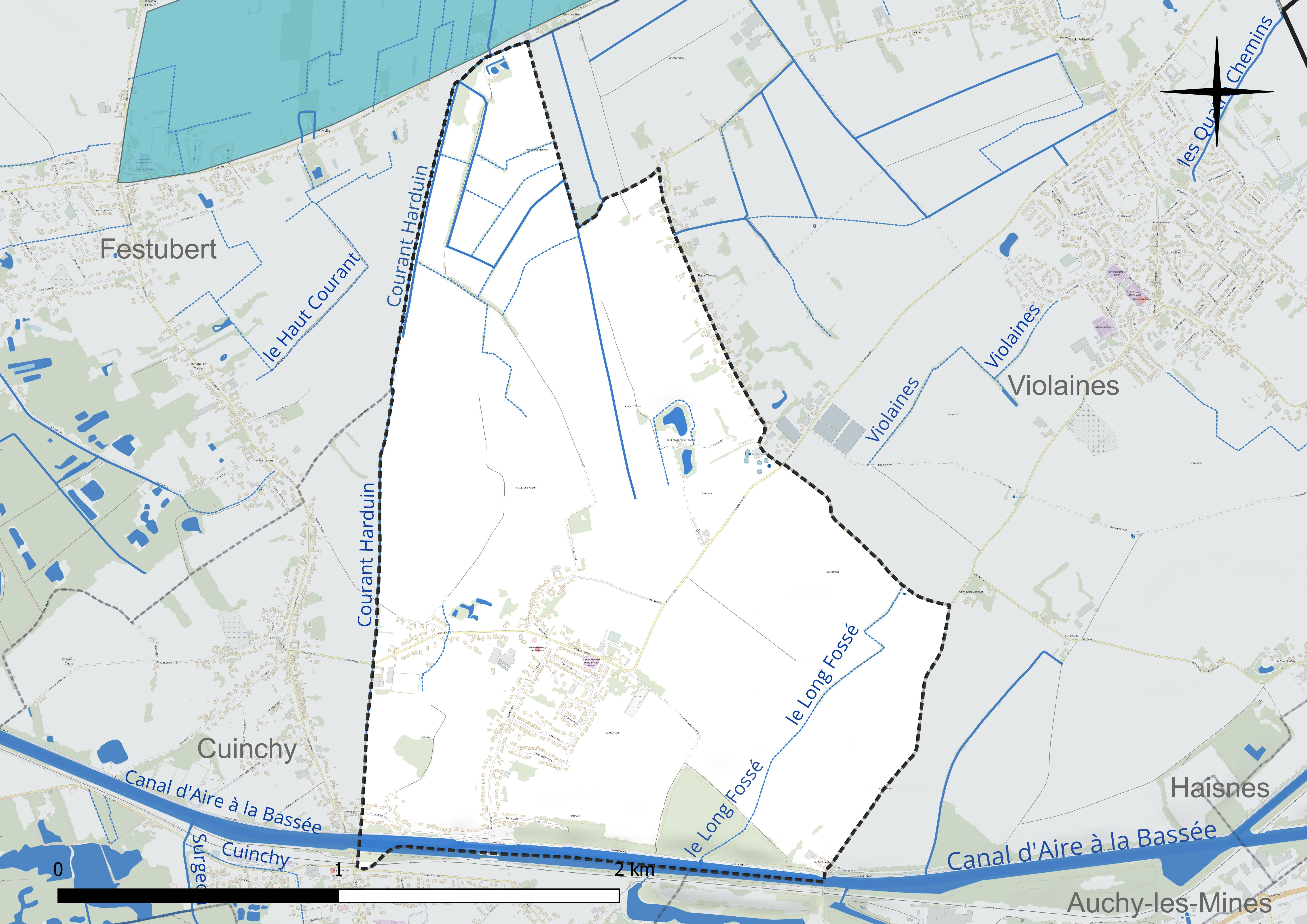
Réseau hydrographique de Givenchy-lès-la-Bassée.

### Climat
Pour des articles plus généraux, voir Climat des Hauts-de-France et Climat du Pas-de-Calais.
En 2010, le climat de la commune est de type climat océanique dégradé des plaines du Centre et du Nord, selon une étude du CNRS s'appuyant sur une série de données couvrant la période 1971-2000. En 2020, Météo-France publie une typologie des climats de la France métropolitaine dans laquelle la commune est exposée à un climat océanique et est dans une zone de transition entre les régions climatiques « Nord-est du bassin Parisien » et « Côtes de la Manche orientale ».
Pour la période 1971-2000, la température annuelle moyenne est de 10,6 °C, avec une amplitude thermique annuelle de 14,1 °C. Le cumul annuel moyen de précipitations est de 726 mm, avec 11,7 jours de précipitations en janvier et 9,2 jours en juillet. Pour la période 1991-2020, la température moyenne annuelle observée sur la station météorologique la plus proche, située sur la commune de Lillers à 20 km à vol d'oiseau, est de 11,1 °C et le cumul annuel moyen de précipitations est de 731,5 mm,. Pour l'avenir, les paramètres climatiques de la commune estimés pour 2050 selon différents scénarios d'émission de gaz à effet de serre sont consultables sur un site dédié publié par Météo-France en novembre 2022.

#### Espèces faunistiques et floristiques
Le site de l’Inventaire national du patrimoine naturel (INPN) recense 222 espèces faunistiques et floristiques sur le territoire de la commune dont 28 protégées et 10 taxons (espèces et sous-espèces) menacées et quasi-menacées.

## Urbanisme

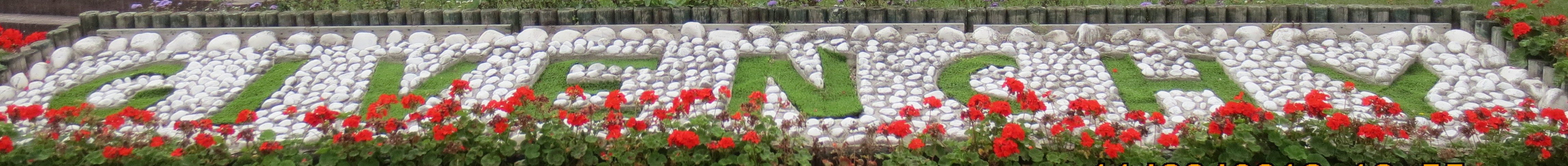
Givenchy-les-la-Bassée

### Typologie
Au 1er janvier 2024, Givenchy-lès-la-Bassée est catégorisée ceinture urbaine, selon la nouvelle grille communale de densité à sept niveaux définie par l'Insee en 2022.
Elle appartient à l'unité urbaine de Béthune, une agglomération inter-départementale regroupant 94  communes, dont elle est une commune de la banlieue,,. Par ailleurs la commune fait partie de l'aire d'attraction de Lille (partie française), dont elle est une commune de la couronne,. Cette aire, qui regroupe 201 communes, est catégorisée dans les aires de 700 000 habitants ou plus (hors Paris),.

### Occupation des sols
L'occupation des sols de la commune, telle qu'elle ressort de la base de données européenne d’occupation biophysique des sols Corine Land Cover (CLC), est marquée par l'importance des territoires agricoles (88 % en 2018), en diminution par rapport à 1990 (89,3 %). La répartition détaillée en 2018 est la suivante : 
terres arables (84,2 %), zones urbanisées (11,3 %), prairies (3,8 %), milieux à végétation arbustive et/ou herbacée (0,8 %). L'évolution de l’occupation des sols de la commune et de ses infrastructures peut être observée sur les différentes représentations cartographiques du territoire : la carte de Cassini (XVIIIe siècle), la carte d'état-major (1820-1866) et les cartes ou photos aériennes de l'IGN pour la période actuelle (1950 à aujourd'hui).

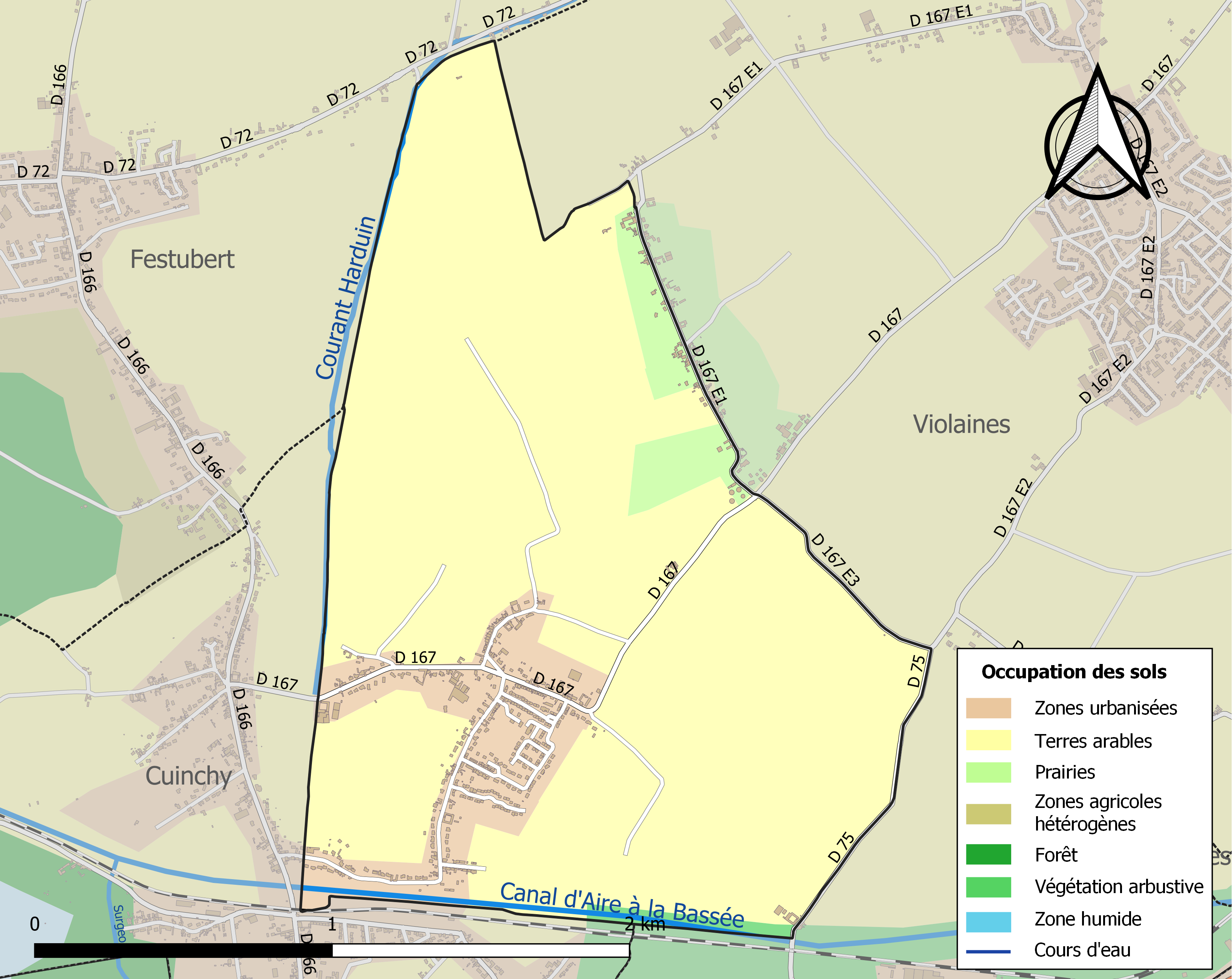
Carte des infrastructures et de l'occupation des sols de la commune en 2018 (CLC).

### Habitat et logement
En 2019, le nombre total de logements dans la commune était de 396, alors qu'il était de 390 en 2014 et de 327 en 2009.
Parmi ces logements, 96,4 % étaient des résidences principales, 0,3 % des résidences secondaires et 3,4 % des logements vacants. Ces logements étaient pour 97,2 % d'entre eux des maisons individuelles et pour 2,1 % des appartements.
Le tableau ci-dessous présente la typologie des logements à Givenchy-lès-la-Bassée en 2019 en comparaison avec celle du Pas-de-Calais et de la France entière. Une caractéristique marquante du parc de logements est ainsi une proportion de résidences secondaires et logements occasionnels (0,3 %) inférieure à celle du département (6,4 %) mais supérieure à celle de la France entière (9,7 %). Concernant le statut d'occupation de ces logements, 74,5 % des habitants de la commune sont propriétaires de leur logement (74,3 % en 2014), contre 57,8 % pour le Pas-de-Calais et 57,5 pour la France entière.
| Typologie                                               | Givenchy-lès-la-Bassée | Pas-de-Calais | France entière |
| ------------------------------------------------------- | ---------------------- | ------------- | -------------- |
| Résidences principales (en %)                           | 96,4                   | 85,9          | 82,1           |
| Résidences secondaires et logements occasionnels (en %) | 0,3                    | 6,4           | 9,7            |
| Logements vacants (en %)                                | 3,4                    | 7,7           | 8,2            |

### Voies de communication et transports

#### Voies de communication
La commune est desservie par la route départementale D 167 et est située à 8 km de la sortie no 6.1 de l'autoroute A 26, aussi appelée autoroute des Anglais, reliant Calais et Troyes.

#### Transport ferroviaire
La commune se trouve à 10 km, à l'est, de la gare de Béthune, située sur les lignes d'Arras à Dunkerque-Locale et de Fives à Abbeville, desservie par des TGV inOui et des trains régionaux du réseau TER Hauts-de-France.

## Toponymie
Le nom de la localité est attesté sous les formes Juvenciacum de 752 à 757 ; Juventiacum en 866 ; Juvenci juxta le Bascheie au XIIe siècle ; Juvenchi en 1207 ; Gevenchi en 1250 ; Givenci au XIIIe siècle ; Guienchy-lès-la-Bassée [lire : Givenchy en 1720 ; Givincy au XVIIIe siècle; Givenchy les Bassée en 1793 ; Givancy-lès-Bassées et Givenchy-lès-la-Bassée depuis 1801.

## Histoire

### Première Guerre mondiale
Durant la Première Guerre mondiale, des combats ont lieu dans la commune en octobre 1914.
La commune est décorée de la croix de guerre 1914-1918 par décret du 25 septembre 1920, distinction également attribuée à 276 autres communes du Pas-de-Calais.

## Politique et administration

### Rattachements administratifs et électoraux

#### Rattachements administratifs
La commune se trouve  dans l'arrondissement de Béthune du département du Pas-de-Calais.  
Elle faisait partie de 1801 à 1991  du canton de Cambrin, année où elle est rattachée au canton de Douvrin. Dans le cadre du redécoupage cantonal de 2014 en France, cette circonscription administrative territoriale a disparu, et le canton n'est plus qu'une circonscription électorale.

#### Rattachements électoraux
Pour les élections départementales, la commune fait partie depuis 2014 d'un nouveau canton de Douvrin
Pour l'élection des députés, elle fait partie de la douzième circonscription du Pas-de-Calais.

### Intercommunalité
Givenchy-lès-la-Bassée était membre de la communauté d'agglomération de l'Artois, un établissement public de coopération intercommunale (EPCI) à fiscalité propre et auquel la commune avait transféré un certain nombre de ses compétences, dans les conditions déterminées par le code général des collectivités territoriales.
Dans le cadre des dispositions de la loi portant nouvelle organisation territoriale de la République du 7 août 2015, qui prévoit que les établissements publics de coopération intercommunale (EPCI) à fiscalité propre doivent avoir un minimum de 15 000 habitants, cette intercommunalité a fusionné avec ses voisines pour former, le 1er janvier 2017, la communauté  d'agglomération de Béthune-Bruay, Artois-Lys Romane dont est désormais membre la commune.

### Liste des maires
| Période                                  | Période                       | Identité                           | Étiquette | Qualité                                        |
| ---------------------------------------- | ----------------------------- | ---------------------------------- | --------- | ---------------------------------------------- |
| Les données manquantes sont à compléter. |                               |                                    |           |                                                |
| mars 1983                                | septembre 2022                | Jacques Herbaut, Démissionnaire    |           | Professeur des écoles.                         |
| septembre 2022,                          | En cours (au 21 octobre 2022) | Emmanuel Herbaut Fils du précédent |           | Gérant d'une société de services à la personne |

## Équipements et services publics

### Enseignement
La commune est située dans l'académie de Lille et dépend, pour les vacances scolaires, de la zone B.
Elle administre une école primaire.

### Justice, sécurité, secours et défense
La commune dépend du tribunal judiciaire de Béthune, du conseil de prud'hommes de Béthune, de la cour d'appel de Douai, du tribunal de commerce d'Arras, du tribunal administratif de Lille, de la cour administrative d'appel de Douai, du pôle nationalité du tribunal judiciaire de Béthune et du tribunal pour enfants de Béthune.

## Population et société
Les habitants de la commune sont appelés les Givenchynois.

### Démographie

#### Évolution démographique
L'évolution du nombre d'habitants est connue à travers les recensements de la population effectués dans la commune depuis 1793. Pour les communes de moins de 10 000 habitants, une enquête de recensement portant sur toute la population est réalisée tous les cinq ans, les populations de référence des années intermédiaires étant quant à elles estimées par interpolation ou extrapolation. Pour la commune, le premier recensement exhaustif entrant dans le cadre du nouveau dispositif a été réalisé en 2006.

En 2022, la commune comptait 989 habitants, en évolution de −2,18 % par rapport à 2016 (Pas-de-Calais : −0,72 %, France hors Mayotte : +2,11 %).
| 1793 | 1800 | 1806 | 1821 | 1831 | 1836 | 1841 | 1846 | 1851 |
| ---- | ---- | ---- | ---- | ---- | ---- | ---- | ---- | ---- |
| 507  | 527  | 508  | 543  | 532  | 544  | 532  | 506  | 527  |

| 1856 | 1861 | 1866 | 1872 | 1876 | 1881 | 1886 | 1891 | 1896 |
| ---- | ---- | ---- | ---- | ---- | ---- | ---- | ---- | ---- |
| 590  | 600  | 489  | 488  | 444  | 483  | 473  | 449  | 491  |

| 1901 | 1906 | 1911 | 1921 | 1926 | 1931 | 1936 | 1946 | 1954 |
| ---- | ---- | ---- | ---- | ---- | ---- | ---- | ---- | ---- |
| 557  | 626  | 688  | 331  | 407  | 398  | 385  | 354  | 387  |

| 1962 | 1968 | 1975 | 1982 | 1990 | 1999 | 2006 | 2011 | 2016  |
| ---- | ---- | ---- | ---- | ---- | ---- | ---- | ---- | ----- |
| 473  | 521  | 554  | 748  | 803  | 813  | 837  | 937  | 1 011 |

| 2021  | 2022 | - | - | - | - | - | - | - |
| ----- | ---- | - | - | - | - | - | - | - |
| 1 006 | 989  | - | - | - | - | - | - | - |

#### Pyramide des âges
En 2018, le taux de personnes d'un âge inférieur à 30 ans s'élève à 36,8 %, soit au-dessus de la moyenne départementale (36,7 %). À l'inverse, le taux de personnes d'âge supérieur à 60 ans est de 21,5 % la même année, alors qu'il est de 24,9 % au niveau départemental.
En 2018, la commune comptait 515 hommes pour 511 femmes, soit un taux de 50,19 % d'hommes, légèrement supérieur au taux départemental (48,50 %).
Les pyramides des âges de la commune et du département s'établissent comme suit.
| Hommes | Classe d’âge | Femmes |
| ------ | ------------ | ------ |
| 0,0    | 90 ou +      | 0,4    |
| 2,6    | 75-89 ans    | 6,1    |
| 18,3   | 60-74 ans    | 15,6   |
| 20,1   | 45-59 ans    | 22,0   |
| 20,5   | 30-44 ans    | 20,7   |
| 15,8   | 15-29 ans    | 14,5   |
| 22,7   | 0-14 ans     | 20,7   |

| Hommes | Classe d’âge | Femmes |
| ------ | ------------ | ------ |
| 0,5    | 90 ou +      | 1,6    |
| 5,6    | 75-89 ans    | 8,9    |
| 16,7   | 60-74 ans    | 18,1   |
| 20,2   | 45-59 ans    | 19,2   |
| 18,9   | 30-44 ans    | 18,1   |
| 18,2   | 15-29 ans    | 16,2   |
| 19,9   | 0-14 ans     | 17,9   |

## Culture locale et patrimoine

### Lieux et monuments
- L'église Saint-Martin. Une première église datant de 1531 est détruite au début de la Première Guerre mondiale, reconstruite en 1931, elle est détruite au début de la Seconde Guerre mondiale. La nouvelle église Saint-Martin est construite de 1959 à 1961[36].
- Le monument aux morts[37].
- Le monument à la mémoire de la 55e division du West Lancashire[38].
- Le mémorial Hall[39].
- Le monument en mémoire du lieutenant Trevor[40].
- Le canal d'Aire-sur-la-Lys.

L'église.
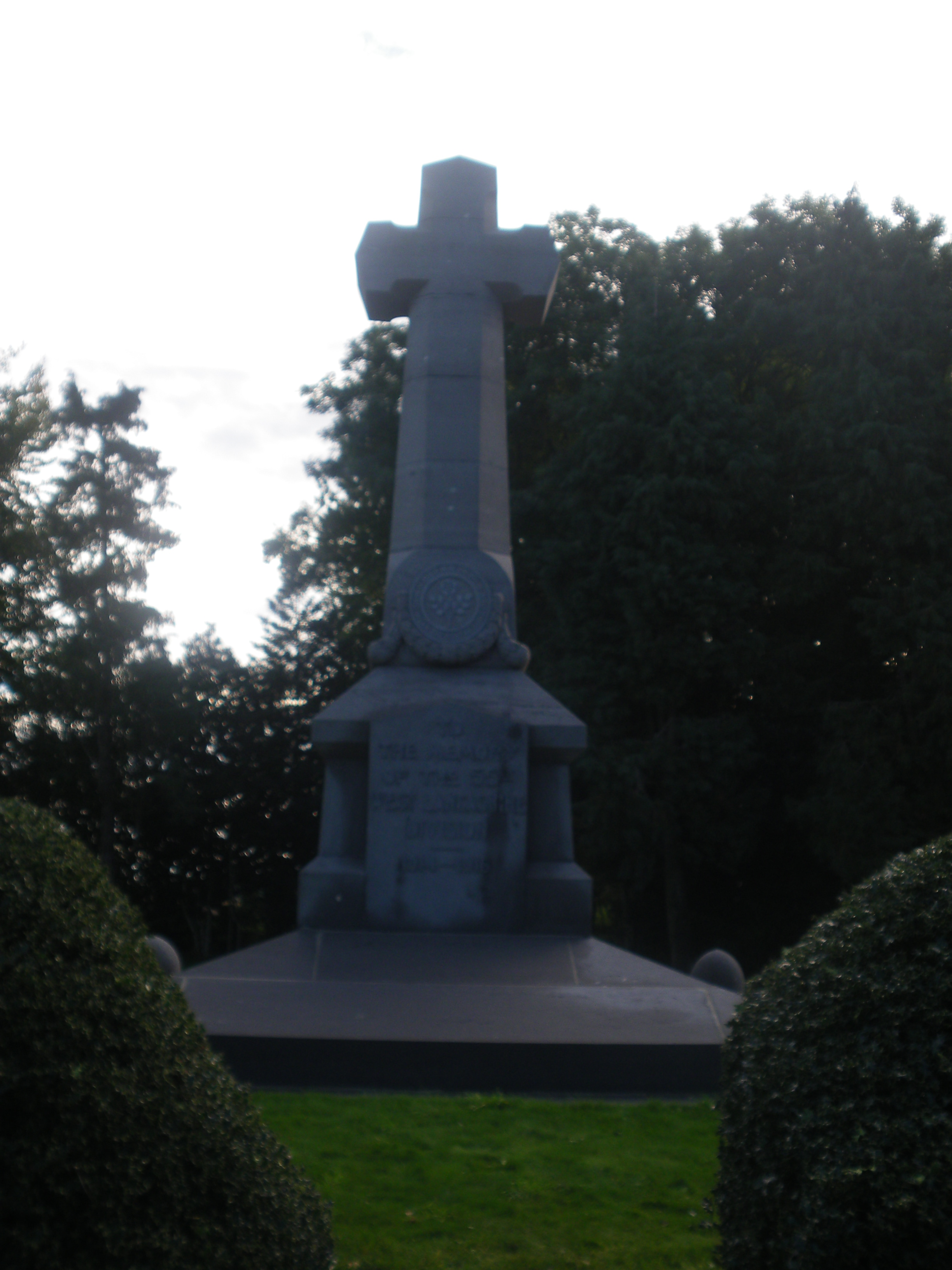
Le monument aux troupes du Commonwealth.
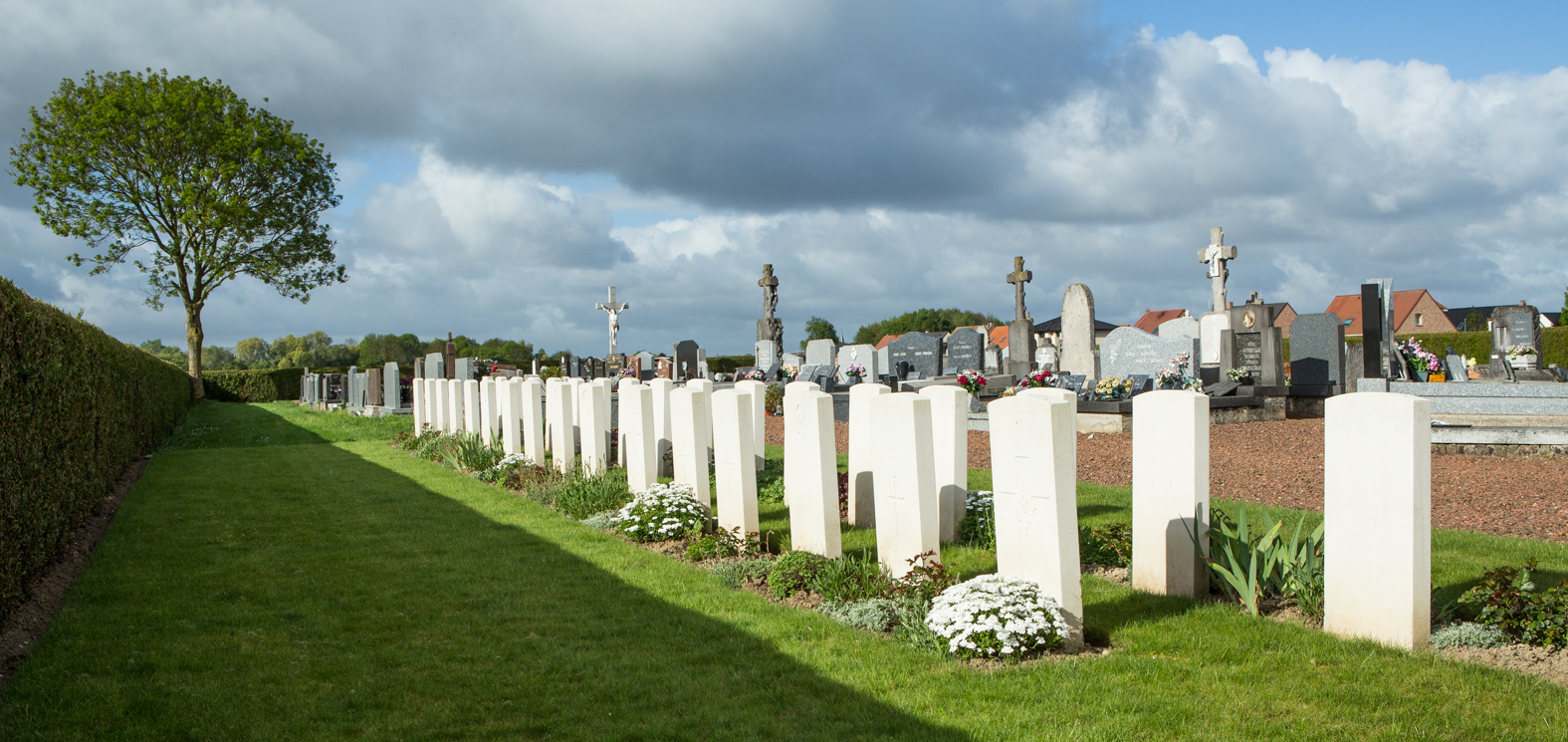
Le cimetière du Commonwealth.
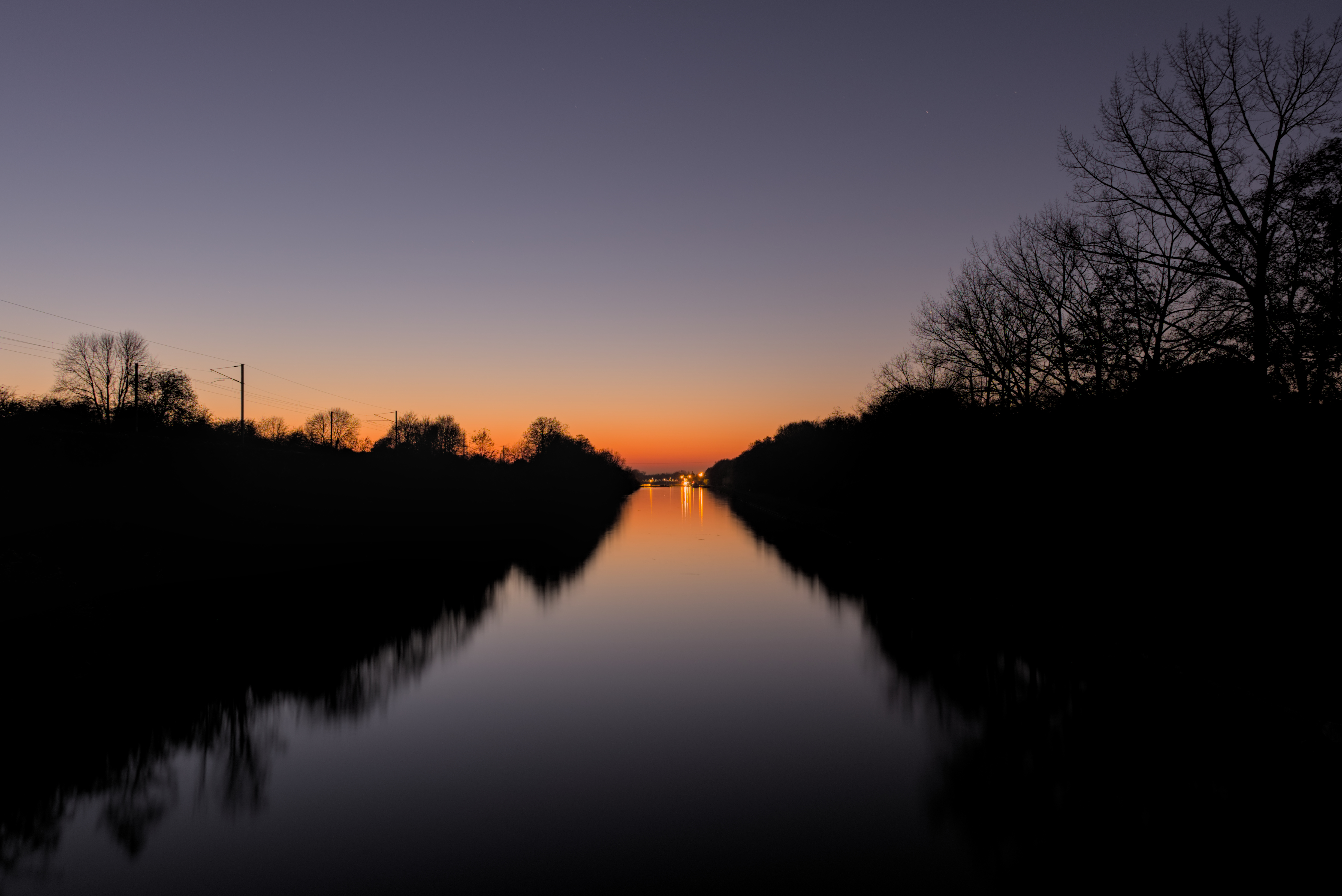
Le canal d'Aire-sur-la-Lys.

### Héraldique
| Blason de Givenchy-lès-la-Bassée | Blason  | D'or à trois huchets de sinople, enguichés et virolés d'argent, liés de gueules. Ornements extérieursCroix de guerre 1914-1918 |
| Blason de Givenchy-lès-la-Bassée | Détails | Le statut officiel du blason reste à déterminer.                                                                               |

## Pour approfondir

#### Bases de données, dictionnaires et encyclopédies
- Ressources relatives à la géographie :   - Insee (communes)
  - Ldh/EHESS/Cassini
- Ressource relative à plusieurs domaines :   - Annuaire du service public français